# Zap (program telewizyjny)
Zap – telewizyjny program kulturalny emitowany w TVP1 co sobotę. Autorzy programu definiują go jako krótkie spięcie z popkulturą. Tematyką programu jest szeroko pojęta kultura współczesna. Nazwa programu pochodzi od słowa zapping, określającego sposób oglądania telewizji, polegający na szybkim przełączaniu z jednego kanału na inny. Scenarzystą i prowadzącym program jest Kamil M. Śmiałkowski. Program poświęcony jest jednemu tematowi (inny w każdym odcinku), ale ma też stałe punkty jak np. nowości kinowe i DVD. Prowadzący  obdarowuje  swoich widzów omawianymi nowościami.